# Gârbovi
Gârbovi is een Roemeense gemeente in het district Ialomița.
Gârbovi telt 4255 inwoners.